# 伯恩斯維爾 (北卡羅萊納州)
伯恩斯維爾（英語：Burnsville）是一個位於美國北卡羅萊納州揚西縣的城鎮。同時該地也是揚西縣的縣治。

## 人口
根據2020年美國人口普查的數據，伯恩斯維爾的面積為4.14平方千米，皆為陸地。當地共有人口1614人，而人口密度為每平方千米390人。